# Mountains of the Moon
Las montañas de la Luna es una película de 1990 que describe el viaje de exploración emprendido por Richard Francis Burton y John Hanning Speke a África Central, en búsqueda de las fuentes del Nilo. Las estrellas de la película son Patrick Bergin como Burton e Iain Glen como Speke.

## Reparto
- Patrick Bergin es Richard Francis Burton
- Iain Glen es John Hanning Speke
- Richard E. Grant es Larry Oliphant
- Fiona Shaw es Isabel Arundell (Señora Burton tan de 1861)
- John Savident es Señor Murchison
- James Villiers es Señor Oliphant
- Adrian Rawlins es Edward
- Peter Vaughan es Señor Houghton
- Delroy Lindo es Mabruki
- Bernard Hill es Dr. David Livingstone
- Matthew Pantano es William
- Richard Caldicot es Señor Russell
- Christopher Fulford es Herne
- Garry Cooper es Stroyan
- Roshan Seth es Ben Amir
- Omar Sharif es jefe árabe en Cairo

## Música
La música original fue compuesta por Michael Small, quién incorporó genuina música africana tradicional a una orquesta tradicional. El álbum de la banda sonora fue publicado por Polydor Registros, pero está descatalogado. Hay dos temas importantes, uno dedicado a Burton y el otro a África. Hay también un tema de amor dedicado a Burton y a su mujer Isabel Burton (interpretada por Fiona Shaw).

## Recepción
Peter Travers, escribió que el film está "En la honorable tradición de David Lean y John Huston, es una épica intimista." Utilizando adjetivos como "fascinante, magnífica, refrescante", Siskel & Ebert le dio a la película dos pulgares arriba. Más tarde, en el Sol de Chicago-Tiempo, Ebert escribió: "Montañas de la Luna es absorbente. No fabrica emociones falsas, es la clase de película que te llena de curiosidad para saber más Burton." En Newsweek, Jack Kroll escribió, "Las proezas del Señor Richard Francis Burton hacen que Lawrence de Arabia parezca un turista."

## Fallos Históricos
- La película describe a Isabel Arundell leyendo una traducción del Jardín Perfumado en 1850, pero este libro fue publicado en 1886.
- Burton dice que habla 23 lenguas. No fueron tantas. Declara que ha "leído a Confucio, el Corán y la Kabbalah en sus manuscritos originales", pero él nunca dominó el chino y no aprendió hebreo hasta mucho más tarde.